# Zena Hitz
Zena Hitz  (1973) is een Amerikaans classica en schrijver. Na haar bekering tot het katholicisme richt ze zich op het bevorderen van een rijker geestelijk leven voor iedereen. In haar boek Lost in Thought: The Hidden Pleasures of an Intellectual Life (2020) pleit zij voor het versterken van innerlijke kracht. Ze stelt dat het najagen van status, welvaart en alle afleidingen van de sociale media ten koste gaan van een waardevol bestaan.

## Vorming
Als kind voelde Zena Hitz zich een buitenstaander. Zonder de inhoud volledig te begrijpen las ze het ene boek na het andere en trok zich het liefst terug in de natuur. Al die tijd overheerste een sterk verlangen om ergens bij te horen.
Toen ze voor de eerste keer een katholieke kerk betrad, vroeg ze zich af, wat de parochianen samen bracht. Intuïtief voelde dat zij "door iets onzichtbaars, dat nog buiten haar denkwereld lag, met elkaar verbonden waren."

Hitz studeerde aan het St. John's College in Annapolis. Het is een liberal arts college, waar een breed scala aan vakken de basis van het onderwijs vormen. Studenten bepalen voor een groot deel hun eigen lesprogramma’s en discussiëren over beroemde filosofen, componisten en andere denkers van naam en faam. 

Haar master in liberal arts behaalde ze aan de Universiteit van Cambridge. Na enkele jaren les te hebben gegeven aan verschillende Amerikaanse universiteiten, bekeerde ze zich tot het katholicisme en vestigde zich voor een periode van drie jaar in het afgelegen Madonna House Apostolate in Ontario. 

Hier kreeg ze  het besef van haar levensmissie : het cultiveren van het leven van de geest in de samenleving. 
In 2015 keerde ze terug naar St. John’s College als hoogleraar. Daarnaast stichtte ze een leergemeenschap The Catherine Project, een online lyceum, dat zich baseert op het gedachtegoed van Aristoteles, Dante en Kierkegaard. Iedereen (ook niet-studenten) met interesse in levensvragen kan zich inschrijven.

Verder organiseert zij gespreksgroepen in gevangenissen.

## Sombere tijden
In tijden van oorlog, klimaatverandering en andere crises beïnvloeden angsten en fantasieën het dagelijks leven. Ook op het persoonlijke vlak ligt tegenslag op de loer. Hitz vraagt zich af, wat de mens voor gereedschappen nodig heeft om zichzelf staande te houden.

Het was aan het begin van de corona-epidemie en naarmate de tijd verstreek voelde zij de behoefte zich te verdiepen in mensen, in het heden en het verleden, die blijk hadden gegeven van een grote innerlijke kracht. Haar speurtocht resulteerde in het boek  Lost in Thought: The Hidden Pleasures of an Intellectual Life, dat in 2020 verscheen en in verschillende talen is uitgekomen.
Ze schrijft over Frederick Douglass, de zoon van een slavin in de Amerikaanse staat Maryland. Hij leerde zichzelf  in het geheim lezen en schrijven en ontvluchtte de plantage. Uiteindelijk zou hij uitgroeien tot één van de leiders in de strijd voor het afschaffen van de slavernij (het abolitionisme) .

Of de beroemde Frans/Joodse wiskundige, André Weil, die tijdens het Vichy-bewind in de gevangenis in Parijs opgesloten zat. In zijn cel ging hij door met zijn wiskundige experimenten en werd daardoor nadien wereldberoemd. Toen hij uiteindelijk werd vrijgelaten, zei hij "dat hij liever nog een tijdje vast had gezeten, omdat hij nog niet klaar was met zijn werk." Ook Malcolm X krijgt een apart hoofdstuk in het boek.

## Vrij denken
Hoewel zij zich bekeerde tot het katholicisme ziet Hitz de Bijbel niet als enige uitgangspunt van haar denken. Het is voor haar in de eerste plaats een verhaal over mensen, geschreven in een beeldende taal, over strijd tussen de klassen, tussen heersers en onderdrukten. Zowel in het Westen als het Oosten bestaan er meerdere boeken, die bronnen vormen van collectieve wijsheid.
Zij betoogt dat het opdoen van kennis een waarde op zichzelf is. Het innerlijk leven zou niet te veel in beslag moeten worden genomen door afleiding. Het doel is levenskennis. Zij pleit ook voor ascese, de noodzaak tot discipline en opoffering om het beste uit jezelf te halen. In een maatschappij die uitgehold is door het najagen van rijkdom ,status en het verlangen om anderen te behagen.
Ze vindt ook dat studenten te veel op de automatische piloot leven. De lagere school, middelbaar onderwijs, universiteit leiden tot een bepaalde baan. Door het werk maak je deel uit van een sociale klasse, die grotendeels bepaalt wat je doet en nastreeft. Meestal leidt onderwijs tot geld en succes, zegt ze, maar vaak ook tot zinloos werk. En dat is voor haar ook een (moderne) vorm van slavernij.
Het gaat haar in de eerste plaats om vrij te kunnen leren en denken. Dat hoeft niet op de universiteit. Het kan altijd en overal. Contemplatie is geen vlucht of terugtrekking uit de maatschappij. Het geeft de gelegenheid tot verandering en groei in een materialistische maatschappij. Hitz noemt het een bron in jezelf. De opgedane kennis kan niemand van je afnemen.

## Publicaties
- Zena Hitz: Lost in Thought. The Hidden Pleasures of an Intellectual Life. Princeton, Princeton University Press, 2020. ISBN 9780691178714
- Zena Hitz: Plato and Aristotle on the failings of democracy. Dissertation, Princeton University, 2005.

- Bibsys: 1615358753821
- Biblioteca Nacional de España: XX6454865
- Gemeinsame Normdatei: 1212758978
- International Standard Name Identifier: 0000 0000 4452 8342
- Library of Congress Control Number: no2004123905
- Bibliotheek van het Japanse parlement: 032441457
- Système universitaire de documentation: 250791781
- Virtual International Authority File: 63732853
- WorldCat: E39PCjwHB6PQTVBcYdY4CTP6yq